# 景阳镇 (洛宁县)
山底乡，是中华人民共和国河南省洛陽市洛宁县下辖的一个乡镇级行政单位。

## 行政区划
山底乡下辖以下地区：
西山底村、虎沟村、郭庄村、洪岭村、汤沟村、张凹村、亢洼村、杨岭村、彭洼村、中方村、张沟村、良泉沟村、北村、司阳村、孟村、阳峪村、孙洞村、南洞村和前王阳村。